# Сердика II (станція метро)
Сердика II (болг. Метростанция „Сердика II“) — станція Другої лінії Софійського метро, пересадка на станцію Сердика, Першої лінії. Відкрита 31 серпня 2012.
Побудована з урахуванням збереження артефактів, що знаходяться над станцією, і археологічних розкопок давньої Сердики.

## Розташування
Знаходиться в історичному центрі міста, поруч з будівлями Ради міністрів і Президентства. Неподалік від неї розташований собор Святої Неділі. Первинна назва проекту станції метро була площа Св. Неділі, але назва була змінена міською радою незадовго до відкриття лінії 2.

## Конструкція
Односклепінна станція глибокого закладення (глибина закладення — 24 м) з двома береговими платформами.

## Оформлення
Станція є найоб'ємнішою з усіх, побудованих Новоавстрійським методом в Європі. Склепіння станції вирішене в червоно-цегляному кольорі з еталбонду. Стіни покриті керамогранітом, а підлога гранітом. На платформах споруджено скляні вітрини, в яких розташовані древні артефакти. Станція обладнана ескалаторами і ліфтами для матерів з дітьми та громадян з вадами руху.

## Будівництво
Побудована турецькою компанією Doğuş Construction, підрозділ Doğuş Holding.

## Пересадки
- Т: 12, 18, 20, 22

## Галерея

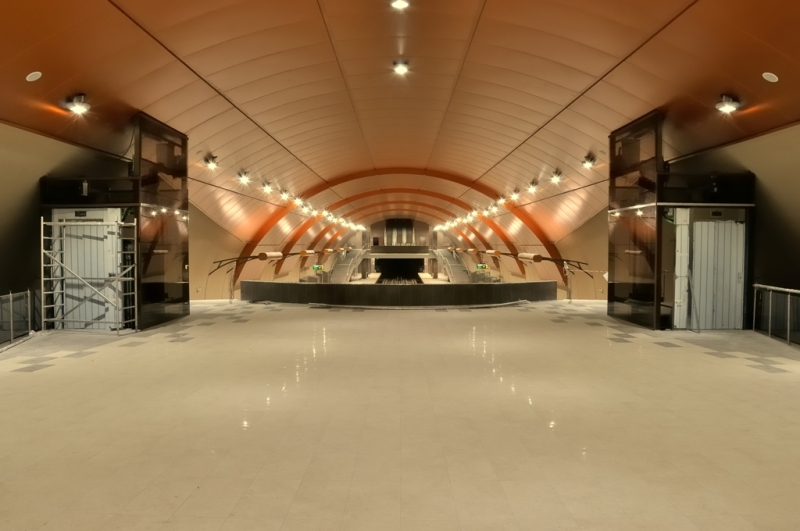

- Sofia Metropolitan
- vijsofia.eu [Архівовано 8 жовтня 2012 у Wayback Machine.]
- Project Slide 1
- Project Slide 2
- Project Slide 3
- Project Slide 4

## Ресурси Інтернету
Вікісховище має мультимедійні дані за темою: Serdika II Metro Station
- Sofia Metropolitan [Архівовано 1 вересня 2016 у Wayback Machine.]
- More info in Bulgarian
- SofiaMetro@UrbanRail [Архівовано 15 травня 2021 у Wayback Machine.]
- Sofia Urban Mobility Center [Архівовано 22 жовтня 2016 у Wayback Machine.]